# Годинка, Антоний
Антоний Годинка (Тоний, Антон, Антал; псевдонимы — Сокирницкий Сирохман, Сокирницкий Сиротюк; 12 января 1864, Ладомиров, Австро-Венгрия — 15 июля 1946, Будапешт, Венгрия) — карпаторусинский историк, филолог, фольклорист, публицист и педагог мадьяронского направления. Член-корреспондент (1910), действительный член (1933) Венгерской академии наук.

## Биография
Родился в селе Ладомиров (ныне Словакия) в семье греко-католического священника. Окончил школу в селе Сокирница (ныне Хустского района Закарпатской области). Учился в гимназиях городов Сигету-Мармацией (ныне Румыния) и Ужгород, Мукачевской духовной семинарии, в 1882 — в Центральной теологической семинарии в Будапеште (Венгрия). С 1888 года — работник библиотеки Венгерского национального музея, с 1889 года — стипендиат Австрийского историографического института в Вене, где стал учеником известного слависта Ватрослава Ягича. В 1891 году защитил докторскую диссертацию «Источники сербской истории и ее первый период».
В 1892—1906 годах — ученый Императорской и королевской конфессиональной библиотеки в Вене, где занимался исследованиями с палеографии, истории южных славян (сербов и хорватов), изданием архивных источников.
В 1905 году получил звание приват-доцента философского факультета Будапештского университета за исследование «История венгерско-славянских контактов до 1526 года». С 1906 года — профессор Академии права и университета в Братиславе (ныне столица Словакии), с 1923 года — заведующий кафедрой всеобщей истории, декан философского факультета. С 1932 года — ректор Печского университета (Венгрия). С 1935 года — на пенсии.
В 1941—1943 годах — первый председатель «Подкарпатского общества наук» в Ужгороде. Исследовал вопросы общей истории, истории Венгрии, Закарпатья и церкви, венгерско-славянских связей.
Умер в Будапеште.

## Работы
Среди значительного количества исторических произведений (преимущественно на венгерском языке), большинство из которых хранится в отделе рукописей библиотеки Венгерской академии наук, важнейшими являются:
- «История Мукачевской греко-католической епархии» (Будапешт, 1909)
- «Архивы Мукачевской греко-католической епархии, т. 1: 1458—1715» (Ужгород, 1911)
- «Части русских летописей, связанные с венграми» (Будапешт, 1916)
- «Приложения к истории Ужгородского замка и города Ужгорода» (Ужгород, 1917)
- «Русинско-мадьярский словарь глаголов» (7500 слов; Ужгород, 1922)
- «Утцюзнина, газдуство и прошлость южнокарпатськыхъ русинувъ» (Ужгород; Оксфорд, оба 1922; Будапешт, 1923; Париж, 1924)
- «Князь Ференц Ракоци II и самый верный народ» (Печ, 1937) и др

Заключением и изданием научного наследия Ходынки занимался профессор Удвари (город Ниредьгаза, Венгрия).

### Современные издания
- Песни наших предков: Сто наших песен. Будапешт-Ужгород, 1993.
- Утцюзнина, газдуство и прошлость южнокарпатськыхъ русинувъ. Написау еденъ сокырницькый сирохманъ. Ниредьгаза, 2000.

## Источник
- «Степан Виднянский». Антоний Времечко // Энциклопедия истории Украины / редкол.: В. А. Смолий и др. ; Институт истории Украины НАН Украины. — К. : Наукова думка, 2004. — Т. 2 : Г — Д. — 518 с. : ил. — ISBN 966-00-0405-2.